# Минусовка
Минусовая фонограмма («минус», «минусовка»; от «запись минус один голос») — запись музыкального произведения, в котором отсутствует одна или более партий, обычно вокал или солирующий инструмент. Под такую запись музыкант (профессионал или любитель) имеет возможность сам исполнять отсутствующую партию. Чаще всего это просто готовый аккомпанемент для солиста. Также минусовые фонограммы часто используются как основа для создания самостоятельных композиций в стиле хип-хоп и рэп. Иногда минусовые фонограммы просто слушают как инструментальную музыку.

## Виды «минусовок»

### Фонограмма
Фонограмма позволяет записать минус очень высокого качества, со студийными инструментами и дополнительным вокалом («бэк-вокалом»). Такая запись подходит для профессионального исполнителя, когда нет возможности пригласить аккомпанирующий состав (по техническим или финансовым причинам). Например, в ресторанах.
Такая минусовая фонограмма обычно записывается профессиональными музыкантами, либо сводится напрямую из оригинальных треков владельцами исходной записи.

### MIDI
Записанная в формате MIDI, минусовая фонограмма приобретает как положительные качества формата (возможность свободно менять тональность и темп, малый размер файла), так и отрицательные (сильная зависимость качества музыкальных инструментов от исполняющего MIDI-синтезатора и его банков, а также полное отсутствие вокальных партий). По этой причине такие минусовые фонограммы используются в основном для караоке.

## Для караоке
Минусовая фонограмма, используемая для караоке (и фонограммная, и MIDI), не может считаться таковой в узком смысле термина, так как партия голоса не «вычтена», а заменена музыкальным инструментом, исполняющим ту же мелодию (как подсказка непрофессиональному певцу).

## Термины и профессиональный жаргон
- плюс — фонограмма песни с записанным голосом, используется для имитации «живого» исполнения.
- ориг — композиция, по звучанию весьма близкая к оригинальной песне.
- бэк — присутствует бэк-вокал (любые человеческие голоса, кроме основного, в минусовках, как правило, отсутствующего).
- ориг бэк (ориг + бэк) — композиция, которая по звучанию близка к оригинальной песне и содержит бэк-вокал (не означает, что бэк-вокал оригинальный).
- ремикс — минусовка ремикса.
- задавка — композиция, в которой отфильтрованы партия какого-нибудь инструмента, либо вокал, бэк-вокал, как правило путём вычитания каналов, в результате чего остаются лишь инструменты, записанные в режиме «стерео» (либо на них наложен стерео-эффект), при этом всё, что записано в режиме «моно», исчезает. Однако существуют специальные программы (например, SonicWORX Isolate) для работы с сонограммой, что позволяют выделить частоту голоса и соответствующие ей гармоники, а также множество других способов, комбинируя которые можно получить минусовку близкую к оригиналу.